# Fabula Milesia
Con il titolo latino di Fabulae Milesiae (in greco antico: Μιλησιακά?, Milēsiaká, o Μιλησιακοί λόγοι, Milēsiakoí lógoi, "Storie milesie") si indica una raccolta di novelle, andata perduta, dello scrittore greco antico Aristide di Mileto.
Pur mancando del tutto dati biografici di Aristide e riferimenti cronologici all'epoca di composizione, si tende a collocare l'opera tra la fine del II e l'inizio del I secolo a.C., ponendo l'attività dell'autore, in modo congetturale, tra il 126 e il 90 a.C.
Secondo le testimonianze antiche le storie ivi contenute erano a sfondo licenzioso, se non erotico.

## L'opera di Aristide
La data di composizione delle novelle non è nota, ma si sono ipotizzati gli anni a cavallo tra II e I secolo a.C.; non è da escludere, però, che le origini delle novelle siano molto più antiche: potrebbero esservi delle somiglianze con le "favole sibaritiche" di cui parlava già Aristofane nel V secolo a.C.
Il titolo della raccolta presuppone una connessione con la città di Mileto. Forse si riferisce all'origine dell'autore o al carattere lascivo e molle attribuito agli abitanti di quella città, o forse ancora è una parodistica imitazione dei titoli della tradizione logografa ionica di età ellenistica.
L'opera non ci è pervenuta né nella redazione originale greca, di cui si conserva solo un frammento, né nella traduzione latina di Lucio Cornelio Sisenna, di cui rimangono dieci frammenti.
Restano solo alcune alcune testimonianze dalle quali si evince che l'opera fosse piuttosto nota tra I e II secolo: il secondo libro dei Tristia ovidiani, un passo della Vita di Crasso di Plutarco, il prologo degli Amori pseudo-lucianei,  Ovidio accenna all'opera di Aristide parlando di Milesia crimina, termine che ne sottolinea la licenziosità; Plutarco la definisce ἀκόλαστα βιβλία e lo Pseudo-Luciano ἀκόλαστα διηγήματα, termini di egual valore.
Aristide si servì forse della tecnica dello «stile orale»: le vicende sarebbero state raccontate da un narratore omodiegetico (interno al romanzo, in prima persona) che, identificandosi spesso nel protagonista, avrebbe narrato i fatti come personalmente vissuti o uditi (e in questo senso sono importanti gli Amores, ove si parla di Aristide intento ad ascoltare fatti accaduti a Mileto); tuttavia le informazioni disponibili sulla raccolta sono troppo scarse per stabilire se la narrazione fosse effettivamente in prima persona. Si tratta infatti principalmente di una deduzione derivata dall'analisi del Satyricon di Petronio e delle Metamorfosi di Apuleio, che subirono influssi dalla fabula Milesia.
Analogamente non è stato possibile verificare l'ipotesi moderna secondo la quale almeno parte delle novelle sarebbero state prosimetriche, che del resto non è confermata dalle testimonianze antiche, né quella che propone una cornice narrativa di collegamento tra le storie, che comunque è plausibile.

## Lafabula Milesiacome genere letterario
L'opera ebbe particolare fortuna nel mondo romano, nel quale fu conosciuta per il tramite della traduzione in lingua latina fatta da Lucio Cornelio Sisenna, che per il resto fu autore di opere storiografiche. La loro influenza, secondo gli studiosi, sarebbe visibile nelle novelle narrate dai personaggi del Satyricon di Petronio e dalla struttura a episodi delle Metamorfosi di Apuleio.
Il termine fabula Milesia fu successivamente utilizzato per riferirsi non solo all'opera di Aristide (o alla sua traduzione in latino), ma continuò ad arricchirsi e a svilupparsi dopo Apuleio; è infatti citata anche da alcune testimonianze di età cristiana (Girolamo, Tertulliano, Sidonio Apollinare), nelle quali il significato prevalente è quello di "racconto licenzioso".